# Gravona
La Gravona est une rivière de la Corse-du-Sud, et un affluent du fleuve côtier le Prunelli.

## Géographie
La Gravona prend sa source dans le massif du Renosu - à moins de 500 mètres à l'ouest - à 2 110 mètres d'altitude sur la commune de Bocognano. Elle traverse une partie de la forêt de Vizzavona en se dirigeant sud-ouest pour se jeter, après 46,5 km de course, dans le fleuve Prunelli à moins d'un kilomètre du golfe d'Ajaccio, au sud de l'aéroport d'Ajaccio, sur la limite de la commune d'Ajaccio et de Porticcio.

### Communes et cantons traversés
Dans le seul département de la Corse-du-Sud, la Gravona traverse les onze communes suivantes, de Bocognano (source), Tavera, Ucciani, Vero, Carbuccia, Tavaco, Peri, Cuttoli-Corticchiato, Sarrola-Carcopino, Bastelicaccia, Ajaccio (confluence).
Soit en termes de cantons, la Gravona prend source dans le canton de Gravona-Prunelli, conflue dans le canton d'Ajaccio-7, le tout dans l'arrondissement d'Ajaccio.

### Bassin versant
La Gravona traverse les trois zones hydrographiques Y830, Y831, et Y832, pour une superficie totale de 318 km2. Ce bassin versant est constitué à 78,66 % de « forêts et milieux semi-naturels », à 16,07 % de « territoires agricoles », à 5,00 % de « territoires artificialisés », à 0,03 % de « zones humides ». 

### Organisme de bassinou organisme gestionnaire
L'organisme gestionnaire est le Comité de bassin de Corse, depuis la loi corse du 22 janvier 2002.

## Affluents
La Gravona a trente-trois affluents référencés :
- le ruisseau de Petra Longa,
- le ruisseau de Foce,
- le ruisseau de Leccia Rossa,
- la Richiusa (rd[note 1]), 4,4 km sur la seule commune de Bocognano.
- le ruisseau de Landagliaccio
- le ruisseau de Bronco,
- le ruisseau de Pruniccia
- le ruisseau de Marchisana,
- le ruisseau de Caselia,
- le ruisseau de Piana ou ruisseau de Forcio, 6,1 km sur les deux commentes de Tavera (source) et Bocognano (confluence) avec six affluents et de rang de Strahler trois.
- le ruisseau de Pentica,
- le ruisseau d'Erbajolo,
- le ruisseau de Giannulella,
- le ruisseau de Linare,
- le ruisseau de Lamaja,
- le ruisseau de Mondone,
- le ruisseau de Cintulinu,
- le ruisseau de Crucoli,
- le ruisseau de Petra Canaja,
- le ruisseau Fiori di Camara,
- le ruisseau d'Erbaju,
- le ruisseau de Pantanu,
- le ruisseau de Valdu Niellu,
- le ruisseau de Vignola,
- le ruisseau de Fiumicello,
- le ruisseau de Valdu Malu,
- le ruisseau de Carazzi,
- le ruisseau des Moulins,
- le ruisseau de Cicciara,
- le ruisseau de Mezzagiolu,
- la rivière de Ponte Bonellu,
- le ruisseau de Cavallu Mortu ou ruisseau de Faciatspana (rd), 11 km sur les cinq communes d'Ajaccio, Alata, Sarrola-Carcopino, Afa et Appietto, avec six affluents et de rang de Strahler quatre.
- le ruisseau de Levese,

### Rang de Strahler
Donc son rang de Strahler est de cinq.

## Hydrologie

### La Gravona à Sarrola-Carcopino
La Gravona a été observée de 1966 à 2004 à la station hydrologique Y8324010 La Gravone à Sarrola-Carcopino (Pont de Cuttoli), c'est-à de 5,63 m3/s à Sarrola-Carcopino.

### Étiage ou basses eaux

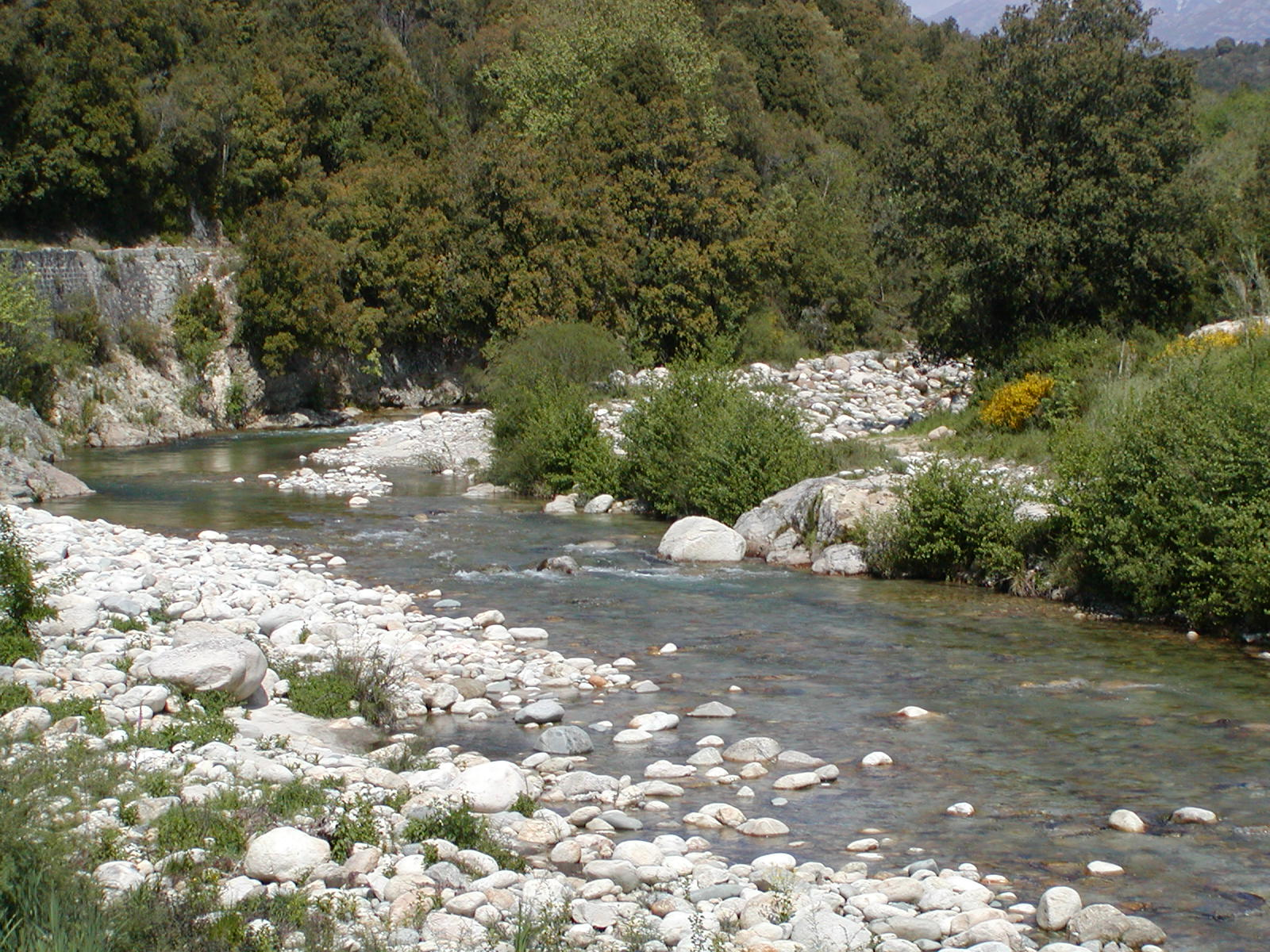
la Gravone.

### Crues
Le débit instantané maximal sur la période d'observation a été de 322,0 m3/s le 13 novembre 1980, en même temps que la hauteur maximale instantanée de 791 cm ou 7,91 m, et le débit journalier maximal de 174 m3/s.
Le 22 décembre 2019, la quasi-entièreté des pistes de décollage de l'aéroport d'Ajaccio sont inondées par une crue centennale.

### Lame d'eau et débit spécifique
La lame d'eau écoulée dans cette partie du bassin versant de la rivière est de 811 millimètres annuellement, ce qui est entre deux et trois fois la moyenne en France, à 300 mm/an. Le débit spécifique (Qsp) atteint 25,6 litres par seconde et par kilomètre carré de bassin.

## Aménagements et écologie
Un canal a été construit (canal de la Gravona) sous Napoléon III pour alimenter Ajaccio en eau et longe la rivière sur 19 kilomètres. Un viaduc de la ligne de chemin de fer la surplombe entre les communes de Cuttoli Corticchiato et Peri. Une micro centrale électrique est installée plus haut.